# YTN
YTN（韓語：와이티엔），前稱韓聯社電視新聞（韓語：연합TV뉴스），是由韩国联合通讯社创办的電視新闻频道，于1995年3月1日开播，通过韩国有线电视4频道、IPTV和电视直播网站广播。

## 歷史
- 1993年9月14日，(株)聯合Television News（(주)연합텔레비뉴스）創立。
- 1995年3月1日，新聞頻道開始放送。
- 1997年12月1日，由於經營上的困難，被出售予韓國電力公社的子公司韓電KDN（朝鲜语：한전KDN）。
- 1998年，自韓聯社中分離。
- 2004年12月，演藝新聞專門放送頻道YTNstar開播 。
- 2005年12月1日，YTN DMB開播。
- 2007年9月17日，科學頻道YTN Science（朝鲜语：사이언스 TV）開播。
- 2008年3月1日，YTN FM（朝鲜语：YTN라디오）試驗放送。
- 2008年4月30日，YTN FM開播（FM 94.5MHz, 呼號：HLQV-FM），後改為「YTN NEWS FM」。
- 2009年7月1日，開始全面HD放送。
- 2011年7月1日，氣象頻道YTN Weather（朝鲜语：YTN 웨더）開播。
- 2013年3月，美洲地方廣播YTN FM 100.3 HD2開播。
- 2024年5月1日，頻道改版，並啟用全新新聞節目編排。

## 節目
- 《YTN 뉴스퀘어 4AM》（YTN NEWSQUARE 4AM）：每日 03:50-04:50。
- 《YTN 뉴스START》（YTN NEWS START）：每日 04:50-07:50。
- 《YTN 뉴스UP》（YTN NEWS UP）：平日 07:50-09:50。
- 《YTN 뉴스퀘어 10AM》（YTN NEWSQUARE 10AM）：平日 09:50-11:30。
- 《YTN 뉴스NOW》（YTN NEWS NOW）：平日 11:30-13:50。
- 《YTN 뉴스퀘어 2PM》（YTN NEWSQUARE 2PM）：平日 13:50-15:50。
- 《YTN 뉴스ON》（YTN NEWS ON）：平日 15:50-17:50。
- 《YTN 뉴스PLUS》（YTN NEWS PLUS）：平日 17:50-19:50。
- 《YTN 뉴스퀘어 8PM》（YTN NEWSQUARE 8PM）：平日 19:50-21:30、週末 19:50-20:20。
- 《YTN 뉴스NIGHT》（YTN NEWS NIGHT）：平日 21:30-23:50、週末 21:50-23:50。
- 《YTN 24》：每日 23:50-03:20、週末13:50-15:50、20:50-21:50。
- 《YTN 뉴스와이드》（YTN NEWS WIDE）：週末 07:50-13:50、15:50-19:20、21:50-23:50。

## 外部連結
- 官方网站 （页面存档备份，存于） 